# Drosera parvula
Drosera parvula ist eine fleischfressende Pflanze aus der Gattung Sonnentau (Drosera). Sie gehört zur Gruppe der sogenannten Zwergsonnentaue und ist im südwestlichen Australien heimisch.

## Beschreibung
Drosera parvula ist eine mehrjährige, krautige Pflanze. Diese bildet eine offene, rosettenförmige Knospe aus horizontalen und halb aufrechten Blättern mit einem Durchmesser von etwa 1,5 cm. Die Sprossachse ist ebenfalls 1,5 cm lang und mit den welken Blättern der Vorsaison bedeckt. 
Die Knospe der Nebenblätter ist eiförmig, gefranst, inklusive der 4 mm langen, bärtigen Sektion an der Spitze, 9 mm lang und 3 mm im Durchmesser an der Basis. Die Nebenblätter selbst sind 6 mm lang, 3 mm breit und dreilappig. Der mittlere Lappen ist in 3 Segmente unterteilt. Jedes dieser Segmente ist an der Spitze fein gefranst. Der unterste Zipfel ist 2 mm länger als der längste Zipfel des zentralen Lappens.
Die Blattspreiten sind annähernd kreisförmig, 1 mm lang und 0,9 mm breit. Die längeren Tentakeldrüsen befinden sich am Rand, kürzere in Inneren. Auf der Unterseite befinden sich einige Drüsen. Die Blattstiele sind bis zu 4 mm lang, am Ansatz 0,7 mm, verjüngen sich auf 0,2 mm an der Blattspreite. Sie sind in Teilen lanzenförmig und auf der gesamten Oberfläche mit einigen winzigen Drüsen besetzt.
Blütezeit ist Oktober bis Dezember. Die zwei bis viel Blütenstände sind 5 cm lang, fadenförmig und sparsam mit nur sehr wenigen Drüsen besetzt. Der Blütenstand ist ein Wickel aus 12 bis 15 Blüten an rund 1 mm langen Blütenstielen. Die eiförmigen Kelchblätter sind 1,5 mm lang und 0,8 mm breit. Die Ränder sind glatt und die Spitzen gezahnt und an der Oberfläche mit wenigen kurzen, zylinderförmigen Drüsen besetzt. Die weißen Kronblätter besitzen eine gelbe fingerförmige Sektion an der Basis und einen rotbraunen Punkt genau über diesem geben Teil. Sie sind umgekehrt eiförmig, 3,2 mm lang und 2 mm breit.
Die fünf Staubblätter sind 0,7 mm lang. Die Fäden sind weiß, die Staubbeutel rosa und die Pollen gelb. Der blassgrüne Fruchtknoten ist muschelförmig, 0,5 mm lang und 0,5 mm im Durchmesser. Die 3 bis 4 weißen, annähernd horizontal gestreckten Griffel sind 1,5 mm lang. Das Griffel-Narben Arrangement verjüngt sich gleichmäßig zur gerundeten Spitze. Die Narbensektion befindet sich an der oberen Hälfte.
Typisch für Zwergsonnentaue ist die Bildung von Brutschuppen: Die eiförmigen, 0,8 mm dicken Brutschuppen werden gegen Ende November bis Anfang Dezember in großer Zahl gebildet und haben eine Länge von ca. 0,9 mm und eine Breite von 0,8 mm.

Verbreitung von Drosera parvula in Australien

## Verbreitung, Habitat und Status
Drosera parvula kommt nur auf einer kleinen Fläche im äußersten Südwesten Australiens vor. Die Pflanze gedeiht dort nur auf weißem, kieselsäurehaltigen Sand.
Bekannte Populationen befinden sich bei Cataby, Wanneroo und Pinjarra.

## Systematik
Der Name "parvula" kommt aus dem Lateinischen und bedeutet "kleiner Sonnentau" ("parvus" = sehr klein).